# Курландска губернија
Курландска губернија, такође позната и као Курландска провинција, Governorate of Kurland (рус. Курля́ндская губерния, јид.Kurzemes guberņa), је била једна од Балтичких губернија у Руској Империји, данас је саставни део Летоније.
Губернија је основана 1795. године, обухватала је територију војводства Курландија-Семигалија које је припојено Руској Империји и провинцију Курланд са престоницом у Јелгави, након треће поделе државне заједнице Пољске и Литваније. До краја 19. века губернијом нису важили руски закони већ је аутономно управљао феудални Ландтаг састављен од локалног немачког балтичког племства.
На северу је губернија излазила на Балтичко море, Ришки залив и граничила се са Ливонском губернијом; на западу Балтичко море; на југу се граничила са Вилњуском губернијом и Пруском а на истоку са Витебском губернијом и Минском губернијом. Популација становништва 1846. године је бројила око 553,300.
Престала је да постоји за време Првог светског рата након окупације Немачког царства у 1915. години. Русија је изгубила ову територију миром у Брест-Литовску 3. марта 1918.